# Provincia di Annaba
La provincia di Annaba  (in arabo:  ولاية عنابة) è una delle 58 province dell'Algeria, situata nella parte nordorientale. Prende il nome dal capoluogo Annaba.

## Popolazione
La provincia conta 609.499 abitanti, di cui 305.030 di genere maschile e 304.469 di genere femminile, con un tasso di crescita dal 1998 al 2008 dello 0.9%.

## Geografia antropica

### Suddivisioni amministrative
La provincia è suddivisa in 6 distretti (daïras), a loro volta suddivisi in 12 municipalità.

1. Distretto di Annaba • 2. Distretto di Aïn Berda • 3. Distretto di El Hadjar • 4. Distretto di Berrahel • 5. Distretto di Chetaïbi • 6. Distretto di El Bouni •

.
| Distretto | Comuni                          |
| --------- | ------------------------------- |
| Annaba    | Annaba · Seraïdi                |
| Aïn Berda | Aïn Berda · Cheurfa · Eulma     |
| El Hadjar | El Hadjar · Sidi Amar           |
| Berrahal  | Berrahal · Oued El Aneb · Treat |
| Chetaïbi  | Chetaïbi                        |
| El Bouni  | El Bouni                        |